# دائرة قديل
دائرة قديل دائرة من دوائر ولاية وهران وعاصمتها قديل. وتضم بلديات قديل وحاسي مفسوخ وبن فريحة.